# Napkelte (televíziós sorozat)
A Napkelte (eredeti címén: Daybreak) Brad Peyton és Aron Eli Coleite által készített amerikai vígjáték-dráma televíziós sorozat. Az Egyesült Államokban a Netflix sugározza 2019. október 24. óta.
2019. december 17-én a Netflix befejezte a sorozatot egy évad után

## Történet
A középiskola sokak számára nehéz ügy - főleg ha éppen ekkor tör ki egy apokalipszis, ami Mad Max-szinten pusztítja el a világot, és mindenkiből vagy vadat vagy harcost kreál. Josh, a 17 éves gimis srác egyik nap tényleg arra ébred, hogy bekövetkezett a világvége, és ha ez nem volna még elég, eltűnt a barátnője, Sam is. Így harmadmagával elindul, hogy megtalálja és egyben megmentse szíve választottját, de ez az út minden lesz, csak egyszerű és békés nem.

## Szereplők
| Szerep                      | Színész           | Magyar hang      |
| --------------------------- | ----------------- | ---------------- |
| Josh Wheeler                | Colin Ford        | Miller Dávid     |
| Angelica Green              | Alyvia Alyn Lind  | Stern Hanna      |
| Sam                         | Sophie Simnett    | Földes Eszter    |
| Wesley Fists                | Austin Crute      | Márkus Sándor    |
| Turbó haver                 | Cody Kearsley     | Lengyel Benjámin |
| Mona Lisa                   | Jeanté Godlock    | Gubik Petra      |
| Eli Cardashyan              | Gregory Kasyan    | Kenéz Ágoston    |
| Ms. Inger                   | Krysta Rodriguez  | Pálmai Anna      |
| Michael Burr / Triumph báró | Matthew Broderick | Elek Ferenc      |

### Magyar változat
- Magyar szöveg: Petőcz István
- Hangmérnök: Kiss István
- Vágó: Sári-Szemerédi Gabriella
- Gyártásvezető: Kablay Luca
- Szinkronrendező: Nikas Dániel

A magyar változat a Mafilm Audio műtermében készült.

## Epizódok
| Évad | Évad | Részek száma | Részek száma | Eredeti sugárzás  | Eredeti sugárzás  | Eredeti adó |
| Évad | Évad | Részek száma | Részek száma | Évadbemutató      | Évadzáró          | Eredeti adó |
| ---- | ---- | ------------ | ------------ | ----------------- | ----------------- | ----------- |
|      | 1.   | 10           | 10           | 2019. október 24. | 2019. október 24. |             |

| #   | Cím | Rendező              | Író                                                         | Premier                             |
| --- | --- | -------------------- | ----------------------------------------------------------- | ----------------------------------- |
| 1.  | Josh az apokalipszis ellen: 1. rész (Josh vs. the Apocalypse: Part 1)                                             | Brad Peyton          | Aron Eli Coleite és Brad Peyton                             | 2019. október 24. 2019. október 24. |
| 2.  | Fokozzuk a feszültséget (Schmuck Bait!)                                                                           | Brad Peyton          | Aron Eli Coleite és Brad Peyton                             | 2019. október 24. 2019. október 24. |
| 3.  | A kaliforniai Glendale nyálkakirálynője (The Slime Queenpin of Glendale, CA)                                      | Michael Patrick Jann | Calaya Michelle Stallworth                                  | 2019. október 24. 2019. október 24. |
| 4.  | MMMMMMM-HMMMMMM (MMMMMMM-HMMMMMM)                                                                                 | Michael Patrick Jann | Andy Black                                                  | 2019. október 24. 2019. október 24. |
| 5.  | Évnyitó bál újragondolva, avagy az úgynevezett dublőr életem (Homecoming Redux or My So Called Stunt Double Life) | Sherwin Shilati      | Ira Madison III                                             | 2019. október 24. 2019. október 24. |
| 6.  | 5318008 (5318008)                                                                                                 | Sherwin Shilati      | Emily Fox                                                   | 2019. október 24. 2019. október 24. |
| 7.  | Canta Tu Vida (Canta Tu Vida)                                                                                     | Mark Tonderai-Hodges | Jenn Kao                                                    | 2019. október 24. 2019. október 24. |
| 8.  | Éhes páros (Post Mates)                                                                                           | Kate Herron          | Aron Eli Coleite                                            | 2019. október 24. 2019. október 24. |
| 9.  | Josh az apokalipszis ellen: 2. rész (Josh vs. the Apocalypse: Part 2)                                             | Michael Patrick Jann | Történet: Emily Fox és Jenn Kao Tévéjáték: Aron Eli Coleite | 2019. október 24. 2019. október 24. |
| 10. | BUUUUUUUUUUUUUUUUUUUUUUUUUUMM! (FWASH-BOOOOOOOOOOOOOOOOOOOOOOOOOM!)                                               | Michael Patrick Jann | Aron Eli Coleite                                            | 2019. október 24. 2019. október 24. |